# Peter Machado
Peter Machado (Honavar, 26 maggio 1954) è un arcivescovo cattolico indiano, dal 19 marzo 2018 arcivescovo metropolita di Bangalore.

## Biografia
È nato il 26 maggio 1954 ad Honavar.

### Formazione e ministero sacerdotale
Dopo le scuole elementari e medie è stato ammesso al seminario minore St. Michael di Machhe ed ha proseguito gli studi ecclesiastici al Papal Seminary di Pune. Ha conseguito un master in commercio presso l'Università di Pune. È stato ordinato presbitero 1'8 dicembre 1978 ed è stato incardinato nella diocesi di Karwar.
Dopo l'ordinazione sacerdotale ha ricoperto l'ufficio di segretario del vescovo e di economo della diocesi. Dal 1989 al 1993 ha perfezionato gli studi in diritto canonico a Roma presso la Pontificia Università Urbaniana. 
È stato, inoltre, procuratore, vicario giudiziale, consultore diocesano e segretario regionale della commissione per i laici a Bangalore.

### Ministero episcopale
Il 2 febbraio 2006 papa Benedetto XVI lo ha nominato vescovo di Belgaum, succedendo a Bernard Blasius Moras, ritiratosi per raggiunti limiti d'età. Ha ricevuto l'ordinazione episcopale il 30 marzo successivo dal nunzio apostolico in India Pedro López Quintana, co-consacranti l'arcivescovo metropolita di Bangalore Bernard Blasius Moras e l'arcivescovo metropolita di Goa e Damão Filipe Neri António Sebastião do Rosário Ferrão.
Il 3 settembre 2011 e il 17 settembre 2019 è stato ricevuto in udienza papale durante la visita ad limina insieme agli altri vescovi indiani.
Il 19 marzo 2018 papa Francesco lo ha promosso arcivescovo metropolita di Bangalore, succedendo a Bernard Blasius Moras, ritiratosi per raggiunti limiti d'età. Ha preso possesso dell'arcidiocesi il 31 maggio successivo.
In qualità di arcivescovo metropolita di Bangalore è anche presidente del Consiglio regionale dei vescovi cattolici del Karnataka e dell'All Karnataka United Forum for Christian Human.

## Genealogia episcopale e successione apostolica
La genealogia episcopale è:
- Cardinale Scipione Rebiba
- Cardinale Giulio Antonio Santori
- Cardinale Girolamo Bernerio, O.P.
- Arcivescovo Galeazzo Sanvitale
- Cardinale Ludovico Ludovisi
- Cardinale Luigi Caetani
- Cardinale Ulderico Carpegna
- Cardinale Paluzzo Paluzzi Altieri degli Albertoni
- Papa Benedetto XIII
- Papa Benedetto XIV
- Papa Clemente XIII
- Cardinale Enrico Benedetto Stuart
- Papa Leone XII
- Cardinale Chiarissimo Falconieri Mellini
- Cardinale Camillo Di Pietro
- Cardinale Mieczysław Halka Ledóchowski
- Cardinale Jan Maurycy Paweł Puzyna de Kosielsko
- Arcivescovo Józef Bilczewski
- Arcivescovo Bolesław Twardowski
- Arcivescovo Eugeniusz Baziak
- Papa Giovanni Paolo II
- Arcivescovo Pedro López Quintana
- Arcivescovo Peter Machado

La successione apostolica è:
- Vescovo Duming Dias (2024)
- Vescovo Arokia Raj Satis Kumar (2024)
- Vescovo Joseph Soosainathan (2024)